# トンネル微気圧波
トンネル微気圧波（トンネルびきあつは）は、乗り物がトンネルに突入、および脱出する際に発生する、空気の圧力波のことである。特に、高速鉄道の列車がトンネルに突入した際に発生させた圧縮波が、長いトンネルにおいて音速で前方に伝わる際にトンネル内の拡散できない空気の抵抗によって圧縮強調されて衝撃波のようになり、それがトンネル出口で解放され、出口周辺に大きな発破音や振動を発生させることが問題になる。「ドーン」という砲撃のような音が出ることもあるため、「トンネルドン」などとも呼ばれる。

## 概要
主に高速鉄道において、鉄道車両が高速でトンネルに突入すると、それによって発生した衝撃波がトンネル内を伝わって出口側で大きな発破音を発生させたり、周辺建物の窓ガラスを振動させ破損させることもある。初期の高速鉄道である東海道新幹線では最高速度が210km/hと低かった上、路盤に砕石（バラスト）が使われており、その隙間が圧縮波を吸収する働きをしていたためあまり問題にならなかったが、山陽新幹線の建設以降、列車の高速化と路盤のスラブ軌道化に伴ってその衝撃波が次第に強まった。さらに運行本数は増加し、年中無休で繰り返されるために周辺地域への影響は肥大化し新幹線の大きな環境問題のひとつになった。車両が目前を通過するタイミングではなく、トンネルに突入した瞬間に、その先の出口から放出される音や衝撃波であるため、その発生を事前に察知することは難しい。
空気の振動による現象であるため、気温や湿度によってその強さは変化するが、概ね通過車両の速度、空気抵抗、トンネルの形状によって大きく変化する。
フランスのTGVやドイツのICEなど、日本以外の高速鉄道でもトンネル微気圧波は問題となることがあり、欧州域内ではEU指令により定められたTSI（Technical Specification for Interoperability）中でトンネル突入時の圧力勾配基準が規定されている。しかし、ヨーロッパでは日本に比べて上下線間隔を広めに取ってあったりトンネル断面積を大きく設計することなどから、日本の新幹線と比較して衝撃波は小さく、問題となることは少ない。なお日立製作所が英国向けに製造した395形電車の先頭形状は、同社の微気圧波シミュレーション技術により対策を講じて設計されたものである。
トンネル微気圧波の大きさはおおむね、坑口に到達した圧力波の波面の圧力勾配に比例し、トンネル坑口からの距離に対して逆比例していることが明らかとなっている。このため圧力勾配を緩くすることが対策の根幹となっている。最近では現象の解析やシミュレーション技術が進み、以下のように対策されている。

## 車両側の対策

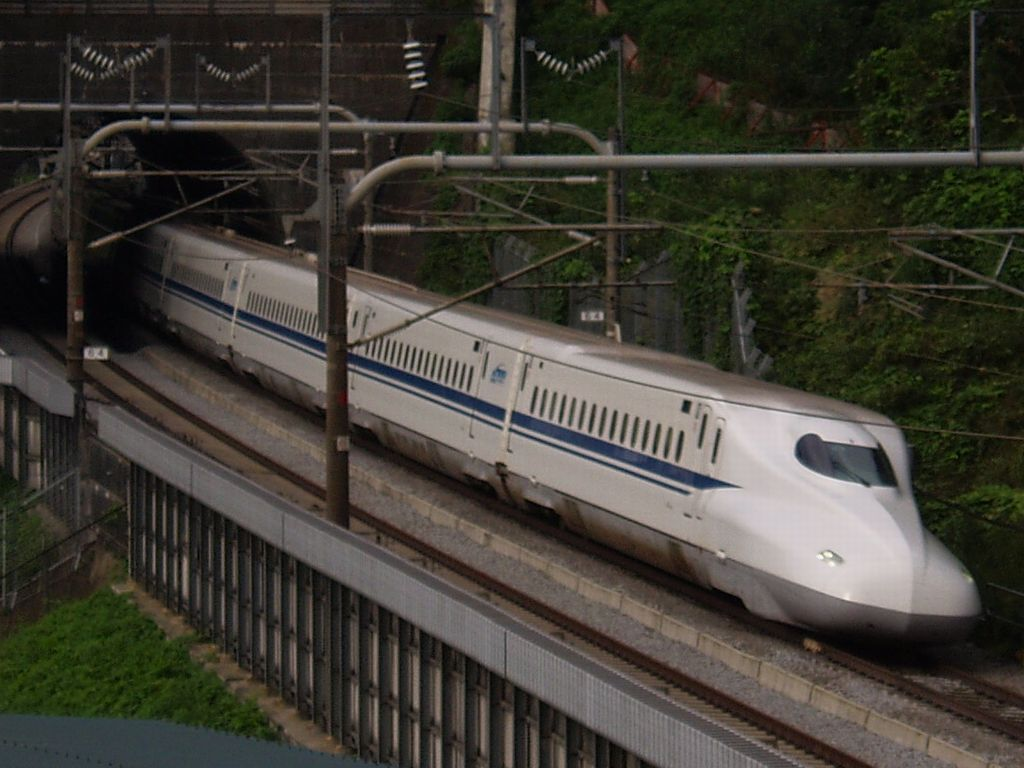
最新のトンネル微気圧波対策を反映した前頭部を持つN700系

先頭車の進行方向に対する断面積の変化率を、一定、かつ最小にする。
「一定」にするには、運転席などの突起に対して、同じ縦断面上の異なる部分を凹ませることが必要である。JR東海とJR西日本による300系の開発時には、この原理は明らかになっており、300系や500系の先頭部は突起を抑え、美しい流線型を保ちつつ、進行方向に対する断面積の変化率が極力一定となるよう設計された。
しかし、これらの車両が営業運転を始めてみると、列車の先頭では路盤や側壁と車体との隙間に入り込む空気流の乱れ、最後尾ではその後方にできる空気の渦、さらには対向列車による空気流の影響などによる横揺れが生じ、乗客に不評であった。このため、その後の700系やJR東日本のE4系などでは、進行方向に対して地上に近い部分を先に膨れさせ、車体下部の空気流を安定させるとともに、最後尾で生じる空気の渦を後方へそらすことでこうした横揺れを改善し、これにより悪化する運転室からの前面視界確保のために運転室や前照灯をある程度突起させた。エアロストリームと呼ばれる一見奇妙な先頭形状はこうした考え方により生まれたものである。なお、その後300系には順次先頭車に改良型セミアクティブサスペンションや空気ばねの改良などが施され、こうした横揺れを低減する工夫がなされている。
「最小」にするには先頭形状を極力長くすればよいと従来は考えられてきた。500系では300 km/hで営業運転を行うべく、先頭部の長さを15m以上と長くし、運転席後ろデッキとドアをなくした上に客室の一部にまで断面積変化部を食い込ませたが、この先頭形状は運用上様々な問題を来たしたため（詳しくは新幹線500系電車#車体を参照）、エアロストリーム形の開発時には最高速度を多少抑えてでも先頭部の長さを短くすることに重点が置かれた（700系の最高速度は、山陽新幹線で285 km/h、東海道新幹線で270 km/h）。
その後の研究の進歩により、先頭形状の部位によって微気圧波への影響は異なり、微気圧波のピークが分散するように各部位の位置や形状を工夫すれば環境への影響を最小限にできることが判明したため、N700系では遺伝的アルゴリズムを用いたシミュレーションにより生まれたエアロ・ダブルウィング形の先頭形状が採用され、運転席後ろのデッキや客用扉を残して先頭部の長さを500系より短く抑えつつ、500系と同じ300 km/h（東海道新幹線では285 km/h）の営業運転を行うことに成功した。

## 地上側の対策
トンネルの断面積を大きくしたり、列車と壁との距離を大きく取ったりすると、トンネル微気圧波の影響を軽減できる（更に上下線間の距離を大きく取ると上述の横揺れの低減に効果がある）。
また既存の新幹線ではトンネル入口に、これを手前に延長した形の筒（緩衝工という）を設けることで、先頭車がトンネルに突入する際に巻き込む空気を減少させ、ラッパ形の出口で微気圧波のピークが緩和されることによる低減効果が得られる。標準的な緩衝工では、トンネル本体より断面積を大きく造り、側面に空気を逃がして圧力を低減させるための開口部がある。山陽新幹線では約100箇所、東北新幹線では約45箇所、北陸新幹線では約30箇所、九州新幹線では約90箇所に設置されている。
さらに斜坑や縦坑を空気のバイパスとして利用する方法、連続するトンネルの間をシェルターでつなぎ、その部分にスリットを設けることで空気圧を逃がす方法などがある。
在来線では、列車のトンネル突入時の最高速度を抑えることもある。前面が切妻形状で空力特性が良くないJR西日本キハ187系気動車運用時にはこの方法でトンネル微気圧波を抑えている。
ホームドアで対策する例もある。京王線布田駅は調布寄りが単線トンネルのため、上り列車が通過する際、トンネル微気圧波が発生する。このため、ホームドアをゲート構造ではなく、フルスクリーン構造のホームドアを採用することでトンネル微気圧波を乗客が受けないようにしている。

## 微気圧波以外の圧力波
トンネル微気圧波は、列車がトンネルに突入した際に出口側に影響をもたらす圧力波のことを指すが、これ以外に、トンネル突入時に入口側の周辺に圧力波をもたらすトンネル突入波、トンネル退出時に出口側の周辺に圧力波をもたらすトンネル退出波、トンネル退出時に発生する圧力波がトンネル内を伝わって入口側に影響をもたらす退出時トンネル微気圧波、斜坑や縦坑の本坑への接続地点を通過する際に発生する圧力波がトンネル入口・出口に伝わって影響する枝坑通過波といったものがある。これらの対策もトンネル微気圧波と同様の手段が取られ、各種圧力波の発生・伝播をシミュレーションして最適な車両前面形状や緩衝工を設計することになる。枝坑通過波に関しては、枝坑分岐部を完全に閉鎖すれば発生しなくなるが、一方で枝坑は他の圧力波の空気をバイパスして緩衝する効果もあるため、一概に閉鎖すればよいとはいえない。